# 佩尔甘-塔亚克
佩尔甘-塔亚克（法語：Pergain-Taillac，法語發音：[pɛʁgɛ̃ tajak]）是法国热尔省的一个市镇，位于该省北部偏东，和洛特-加龙省接壤，属于孔东区和热尔洛马涅市镇公共社区。该市镇于1822年由原市镇佩尔甘（Pergain）和塔亚克（Taillac）合并而成。

## 地理
佩尔甘-塔亚克（44°3'32"N, 0°35'16"E）面积19.38 平方千米，位于法国奧克西塔尼大區热尔省，该省份为法国西南部内陆省份，北起顺时针与洛特-加龙省、塔恩-加龙省、上加龙省、上比利牛斯省、大西洋比利牛斯省和朗德省接壤。
与佩尔甘-塔亚克接壤的市镇（或旧市镇、城区）包括：阿斯塔福尔、拉蒙茹瓦、马尔蒙帕沙、圣梅扎尔、桑佩塞尔。
佩尔甘-塔亚克的时区为UTC+01:00、UTC+02:00（夏令时）。

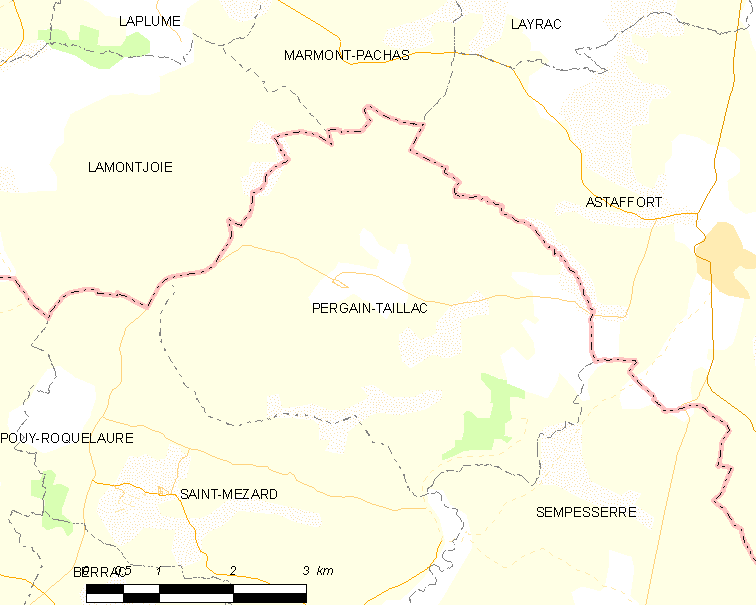
佩尔甘-塔亚克的OSM定位图

## 行政
佩尔甘-塔亚克的邮政编码为32700，INSEE市镇编码为32311。

## 政治
佩尔甘-塔亚克所属的省级选区为莱克图尔-洛马涅县。

## 交通
热尔省省道D41线等经过佩尔甘-塔亚克境内。

## 人口

1962-2008年间佩尔甘-塔亚克人口变化图示

佩尔甘-塔亚克于2022年1月1日时的人口数量为335人。